# Yann Dobo
Yann Dobo est un footballeur français, né le 20 avril 1978 à Vincennes. 
Il joue au poste de milieu de terrain à l'USA Clichy.

## Biographie
Il est préformé à l'INF Clairefontaine dans la promotion de Thierry Henry, William Gallas et Jérôme Rothen.
Au cours de la saison 2005, il se blesse gravement, entraînant une indisponibilité de plus de 3 ans. 
Au total, Yann Dobo joue 62 matchs en Ligue 2 avec le club de Créteil.